# Park prirode Učka
Park prirode Učka este o arie protejată (sit de importanță comunitară — SCI) din Croația întinsă pe o suprafață de 16.051,33 ha, integral pe uscat.

## Localizare
Centrul sitului Park prirode Učka este situat la coordonatele 45°17′57″N 14°11′52″E / 45.299071°N 14.197764°E.

## Înființare
Situl Park prirode Učka a fost declarat sit de importanță comunitară în iulie 2013 pentru a proteja 1 specie de plante și 13 specii de animale.

## Biodiversitate
Situată în ecoregiunea mediteraneană, aria protejată conține 12 habitate naturale: Păduri ilirice de Fagus sylvatica (Aremonio-Fagion), Pajiști uscate din regiunea submediteraneeană estică (Scorzoneratalia villosae), Pante stâncoase calcaroase cu vegetație casmofită, Păduri de Castanea sativa, Peșteri inaccesibile publicului, Grohotișuri est-mediteraneene, Pajiști uscate seminaturale și facies de acoperire cu tufișuri pe substraturi calcaroase (Festuco-Brometalia) (* situri importante pentru orhidee), Formațiuni ierboase bogate în specii de Nardus, dezvoltate pe substraturi silicioase în zone montane (și în zone submontane, în Europa continentală), Formațiuni de Juniperus communis pe lande sau pajiști calcaroase, Matorral arborescenți cu Juniperus spp., Pajiști carstice calcaroase sau bazofile, de Alysso-Sedion albi, Pajiști alpine și subalpine calcaroase.
La baza desemnării sitului se află mai multe specii protejate:
- plante (1): Arabis scopoliana
- amfibieni (2): izvoraș-cu-burta-galbenă (Bombina variegata), Triturus carnifex
- mamifere (2): liliac cu urechi mari (Myotis bechsteinii), liliacul mic cu potcoavă (Rhinolophus hipposideros)
- nevertebrate (9): carabus variolosus nodulosus (Carabus (variolosus) nodulosus), croitorul mare al stejarului (Cerambyx cerdo), fluturele auriu (Euphydryas aurinia), Euplagia quadripunctaria, Leptodirus hochenwartii, rădașcă (Lucanus cervus), croitorul cenușiu al stejarului (Morimus funereus), Osmoderma barnabita, Rosalia alpina

Pe lângă speciile protejate, pe teritoriul sitului au mai fost identificate 7 specii de plante, 1 specie de nevertebrate.